# Зальцман, Жанна де
Жанна Матиньон де Зальцман, урожд. Жанна-Мари Альманд (фр. Jeanne Matignon de Salzmann, урожд.Allemand, * 26 января 1889г. Реймс; † 25 мая 1990г. Париж) - французская танцовщица, балетмейстер и эзотерик, ученица российского мистика и философа Г.И.Гурджиева.

## Жизнь и творчество
Родилась во Франции, но детство Жанны-Мари Арманд прошло в Женеве, здесь же она получила и музыкальное образование. В Женевской консерватории она изучает игру на фортепиано, композицию и дирижирование оркестром. Занимаясь позднее под руководством Жака-Эмиля Делькроза, девушка занимается также теорией танца и ритмической гимнастикой. В 1912 году она знакомится при театре Хеллерау в Дрездене с российским живописцем и театральным художником Александром Зальцманом, и вступает с ним в брак. В 1917 году семейная пара приезжает в Россию и открывает в Тифлисе танцевальную и музыкальную школу. В 1919 году посредством композитора Ф. Гартмана знакомятся с российским эзотериком, философом и мистиком Г.И.Гурджиевым. Жанна де Зальцман становится одной из ближайших учениц и сподвижниц Гурджиева и находится в окружении философа вплоть до смерти последнего в 1949 году. 

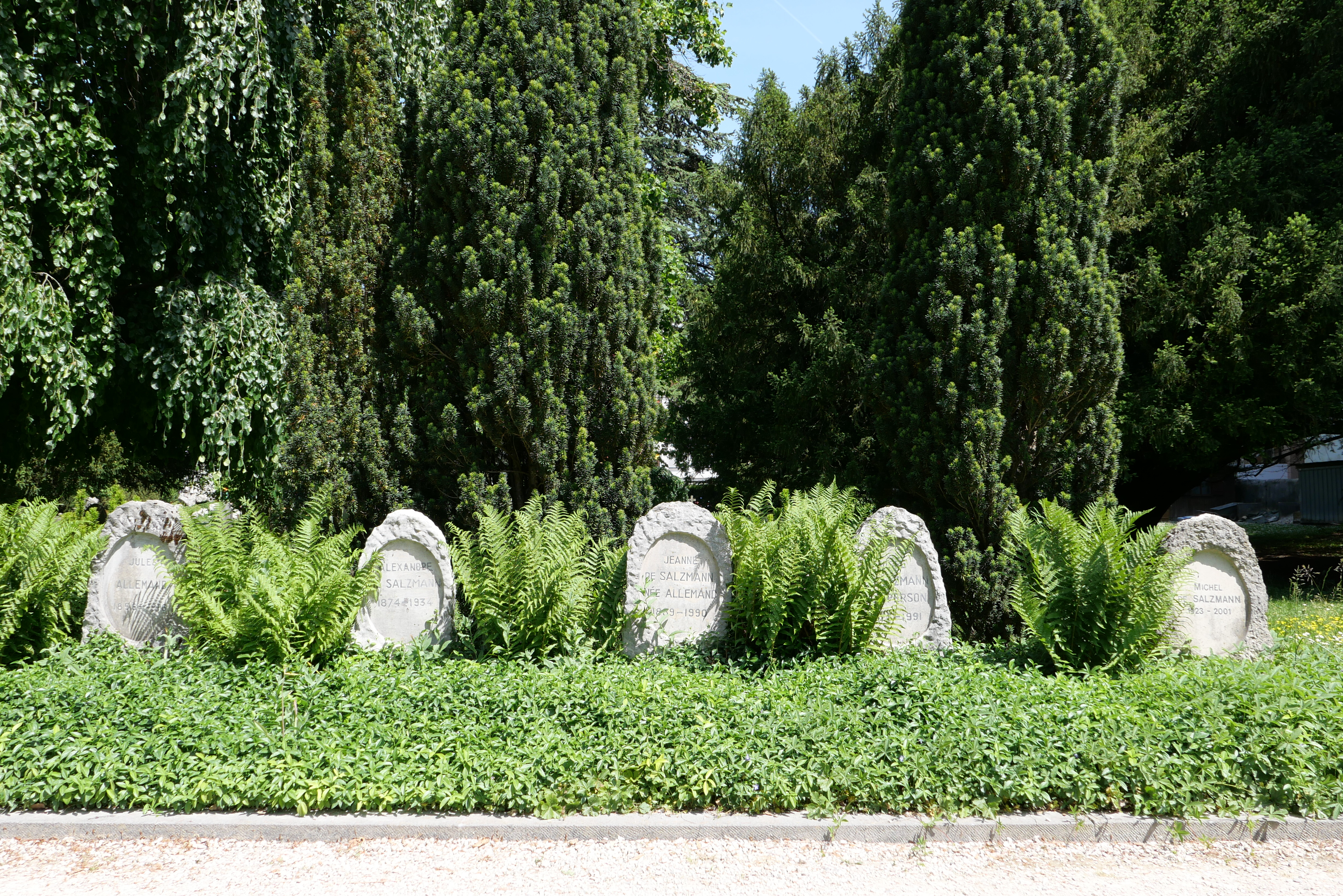
Место последнего упокоения де Зальцмана в семейной могиле (в центре) на Cimetière des Rois в Женеве.

Дальнейшие 40 лет Ж. де Зальцман работает над популяризацией и дальнейшим развитием учения Четвёртого пути Г.И.Гурджиева. В начале 1950-х годов она становится одной из основательниц «Фонда Гурджиева» (Gurdjieff-Foundation), в которое входили «Общество Гурджиева» в Великобритании, «Институт Гурджиева» во Франции, а также отделения в Нью-Йорке и в Каракасе. Вплоть до своей смерти в возрасте 101 года возглавляла «Фонд Гурджиева».
В 1977 году Ж. де Зальцман пишет сценарий для кинорежиссёра Питера Брука, поставившего кинофильм о Г.И.Гурджиеве «Встречи с замечательными людьми» («Meetings with the Remarkable  Men»).
Похоронена на кладбище Плейнпале в Женеве. После смерти Жанны де Зальцман, её сын Мишель де Зальцман (1923-2001) взял на себя руководство фондом и выпустил книгу «Реальность бытия — Четвертый путь Гурджиева», основанную на рукописях, над которыми его мать работала в течение сорока лет после смерти Гурджиева.

## Сочинения
- Die Wirklichkeit des Seins – Der Vierte Weg Gurdjieffs. Chalice, Xanten 2017, ISBN 978-3942914-17-8

## Дополнения
- Биография Жанны де Зальцман в её книге «Реальность бытия» (Die Wirklichkeit des Seins) Архивная копия от 30 сентября 2020 на Wayback Machine
- The Reality of Being – «Четвёртый путь» Гурджиева. О Жанне де Зальцман. Архивная копия от 12 апреля 2019 на Wayback Machine
- веб-сайт Института Гурджиева, Франция Архивная копия от 26 марта 2019 на Wayback Machine
- веб-сайт Общества Гурджиева, Великобритания Архивная копия от 17 апреля 2010 на Wayback Machine
- Международная ассоциация Фонда Гурджиева Архивная копия от 10 июля 2019 на Wayback Machine